# Mídia de Dourados
Dourados possui uma completa infraestrutura para comunicações que abrange jornais, revistas, rádios e emissoras de televisão e a internet é bastante difundida podendo ser encontrado, com variante qualidade, em toda extensão urbana do município.

## Mídia instantânea/eletrônica

### Emissoras de rádio
A cidade sedia onze emissoras de rádio, sendo seis em modulação em frequência (FM) comercial, duas FM comunitárias e três em modulação em amplitude (AM).
| Relação de rádios do município | Relação de rádios do município | Relação de rádios do município      |
| Frequência                     | Nome                           | Programação                         |
| ------------------------------ | ------------------------------ | ----------------------------------- |
| 87,9 MHz                       | Rádio Boa Nova (comunitária)   | Eclética, Popular, Jovem, Católica  |
| 92.1 MHz                       | Rádio Grande FM                | Eclética, Futebol regional, Popular |
| 94.7 MHz                       | Rádio 94 FM                    | Eclética, Popular, Sertaneja        |
| 95.7 MHz                       | Rádio Coração                  | Católica, Religiosa, Popular        |
| 98.3 MHz                       | Rádio Harmonia (comunitária)   | Sertanejo, Popular                  |
| 101.9 MHz                      | FM Cidade                      | Eclética, Sertanejo, Hits           |
| 103.7 MHz                      | Rádio Transamérica Hits        | Eclética, Hits, Popular             |
| 104.9 MHz                      | Band FM                        | Eclética, Sucessos, Popular         |
| 720 KHz                        | Rádio Deus é Amor              | Não informado                       |
| 770 KHz                        | Rádio Alvorada                 | Não informado                       |
| 1.060 KHz                      | Rádio Imaculada Conceição      | Notícias                            |

### Emissoras de televisão
Há transmissão de canais nas faixas Very High Frequency (VHF) e Ultra High Frequency (UHF), além de TV a cabo.
| Canal | Canal     | Emissora           | Concessão  |
| Anal. | HD (VC)   | Emissora           | Concessão  |
| ----- | --------- | ------------------ | ---------- |
| 4     | 34 (4.1)  | MS Record          | Record     |
| 5     | 41 (5.1)  | RIT Dourados       | RIT        |
| 10    |           | SBT MS             | SBT        |
| 16    | 36 (16.1) | Record News        |            |
| 21    | 54 (21.1) | Canção Nova        |            |
| 25    | 31 (13.1) | TV Morena          | Rede Globo |
| 27    | 43 (27.1) | Rede Vida          |            |
|       | 29        | TV Brasil Pantanal | TV Brasil  |

| TV por assinatura |
| ----------------- |
| GVT TV            |
| SKY               |
| Via Cabo TV       |

### Internet
A cidade conta com serviços de internet discada e banda larga (ADSL) sendo oferecidos por diversos provedores de acesso gratuitos e pagos.
| Provedores              |
| ----------------------- |
| Douranet.com.br (local) |
| GVT                     |
| Oi                      |
| Claro                   |
| Tim                     |
| Vivo                    |

| Jornais online       |
| -------------------- |
| A Gazeta de Dourados |
| Agora MS             |
| AZ Notícias          |
| Douranews            |
| Direito News         |
| Dourados Agora       |
| Dourados Informa     |
| Dourados News        |
| MS em Foco           |

| Eventos      |
| ------------ |
| Iveja.com.br |
| Troféu       |

## Comunicação anônima

### Correios e telégrafos
O serviço postal é atendido por 6 agências da Empresa Brasileira de Correios e Telégrafos funcionando na cidade. Há também 7 agencias de correio comunitário. e o Código de Endereçamento Postal varia entre 79.800-000 a 79.849-999.
| Tipo de agência             | Número de agências |
| --------------------------- | ------------------ |
| Convencionais               | 2                  |
| Franquias                   | 4                  |
| Comunitárias                | 7                  |
| Caixas de coleta            | 15                 |
| Postos de venda de produtos | 4                  |

### Telecomunicações
O setor de telecomunicações em Dourados é atendido da seguinte forma: assim como no restante de MS, o código de área em Dourados é 0XX67
Prefixos locais
- Dourados-sede: 3411, 3421, 3422, 3423, 3424, 3425, 3426, 3427, 3671
- Dourados-distritos: 3413 (Panambi), 3414 (Vila Vargas), 3415 (Vila Formosa), 3418 (Itahum), 3489 (Indápolis)

Telecomunicação privada
A partir de 1 de setembro de 2008 o município passou a ser servido pela portabilidade telefônica. Ainda em dados da ANATEL, Dourados  possuía quase cem mil telefones móveis, com um índice por área de DDD (051) de 1 aparelho celular para cada 3 habitantes.[carece de fontes?] Em Dourados há mais de 70 mil terminais telefonia fixa instalados e quase 40 mil terminais de serviços atendidos pela operadora Oi.
| Tipo de telefone | Número de linhas | Operadoras            |
| ---------------- | ---------------- | --------------------- |
| Fixo total       | 71.439           | Oi e GVT              |
| Fixo de serviço  | 38.483           | Oi e GVT              |
| Móvel celular    | 89.465           | Vivo, Tim, Claro e Oi |

Telecomunicação pública
Relação dos telefones públicos da cidade. Todos os telefones públicos de Dourados dispõem de ligação de longa distância.
| Modalidade            | Número de linhas |
| --------------------- | ---------------- |
| Internacionais        | 360              |
| Acessíveis 24h        | 1.100            |
| Cadeirantes           | 46               |
| Deficientes auditívos | 1                |
| Total geral           | 1.141            |

## Mídia impressa

### Jornais
Existiam quatro jornais impressos em circulação no município, sendo dois deles diário. Atualmente somente o jornal impresso A Gazeta de Dourados tem circulação periódica no município.
| Nome              | Distribuição              |
| ----------------- | ------------------------- |
| Diário MS         | Diário (descontinuado)    |
| Folha de Dourados | Semanário (descontinuado) |
| Gazeta Popular    | Semanário (descontinuado) |
| O Progresso       | Diário (descontinuado)    |

### Revista
Com relação ás revistas, existem várias em circulação no município, com variados assuntos que vai de sociedade a assuntos da saúde. Há também revistas publicadas pelas faculdades existentes no município e também as de publicações nacionais e regionais.

#### Variedades
| Revista       | Assunto             |
| ------------- | ------------------- |
| Arandu        | Sociedade           |
| Bom de Ler    | Assuntos religiosos |
| Corpo e Mente | Saúde               |
| Saúde Atual   | Saúde               |
| Venda Direta  | Comércio            |

#### Universitárias
Centro Universitário da Grande Dourados - UNIGRAN
| Revista                     |
| --------------------------- |
| Interbio                    |
| InterLetras                 |
| Revista Jurídica da Unigran |

Universidade Federal da Grande Dourados - UFGD
| Revista                                |
| -------------------------------------- |
| Videre                                 |
| Raído                                  |
| Premissas                              |
| Monções                                |
| Fronteiras                             |
| Entre-lugar                            |
| Educação e Fonteiras On-line           |
| Ead e Tecnologias Digitais na Educação |
| Arredia                                |
| Agrarian                               |
| História e Reflexão                    |

Universidade Estadual de Mato Grosso do Sul - UEMS
| Revista                                                                  |
| ------------------------------------------------------------------------ |
| Anais do Encontro Científico de Administração, Economia e Contabilidade  |
| Anais do VII Simpósio Brasileiro de Engenharia Física                    |
| Anais do Encontro de Iniciação Científica - ENIC                         |
| Anais do Seminário de Extensão Universitária -SEMEX                      |
| Barbaquá                                                                 |
| Caderno de Resumos e Programação do Ciclo de Debates em Ciências Sociais |
| Interfaces da Educação                                                   |

Revistas da Anhanguera
| Revista                                                   |
| --------------------------------------------------------- |
| Revista de Ciências Gerenciais60                          |
| Ensaios e Ciência – C. Biológicas, Agrárias e da Saúde    |
| Revista de Educação                                       |
| Tradução e Comunicação – Revista Brasileira de Tradutores |
| Revista de Direito                                        |
| Revista de Ciências Exatas e Tecnologia                   |
| Encontro Revista de Psicologia                            |
| Anuário da Produção Acadêmica Docente                     |
| Anuário da Produção de Inc. Científica Discente           |
| Anuário da Prod. Científica dos Cursos de Pós-Graduação   |
| Anais do Seminário de Prod. Acadêmica da Anhanguera       |

#### Nacionais e de outras regiões
| Revista                        |
| ------------------------------ |
| Veja                           |
| Isto É                         |
| Época                          |
| Haley (de Ribeirão Preto – SP) |